# 1952–1953-as magyar jégkorongbajnokság
A 16. első osztályú jégkorongbajnokságban kilenc csapat szerepelt. Új szinfoltként jelentkezett a Soproni Lokomotiv, amelynek köszönhetően öt év után szerepelt ismét vidéki csapat a bajnoki összecsapásokon.
A mérkőzéseket 1953 első két hónapjában rendezték meg a Városligeti Műjégpályán. A bajnokságot a Budapesti Postás nyerte meg 2 pont veszteséggel, veretlenül. A második helyen a Vörös Meteor és Budapesti Kinizsi végzett azonos pontszámmal. Közöttük a sorrendet egy külön mérkőzés döntötte el, amely a Kinizsi sikerét hozta. A bajnokcsapat a tavalyi ezüstérmes Postás Közhír játékosaira épült, míg a Postás Keletibe érkeztek az előző szezonban Bp. Postásban szereplő játékosok. A VM Vendéglátó csapatában jégre lépett Parti János a Római olimpia (1960) kajakozó bajnoka.

## OB I. 1952–1953
|    | Csapat            | M  | GY | D | V  | GK     | Pont |
| -- | ----------------- | -- | -- | - | -- | ------ | ---- |
| 1. | Bp. Postás        | 16 | 14 | 2 | 0  | 166–16 | 30   |
| 2. | Bp. Kinizsi       | 16 | 13 | 0 | 3  | 180–32 | 26   |
| 3. | Bp. Vörös Meteor  | 16 | 12 | 2 | 2  | 137–17 | 26   |
| 4. | Építők Metró      | 16 | 8  | 3 | 5  | 74–39  | 19   |
| 5. | Postás Keleti     | 16 | 6  | 5 | 5  | 84–68  | 17   |
| 6. | Bp. Szikra        | 16 | 6  | 1 | 9  | 66–104 | 13   |
| 7. | VM Vendéglátó     | 16 | 4  | 0 | 12 | 32–139 | 8    |
| 8. | Soproni Lokomotiv | 16 | 1  | 1 | 14 | 18–172 | 3    |
| 9. | Betonútépítők     | 16 | 1  | 0 | 15 | 15–183 | 2    |

mérkőzés az ezüstéremért: Bp. Kinizsi - Bp. Vörös Meteor  5-3

## A Postás bajnokcsapata
Bárány István, Gubó Gábor, Helmeczi Frigyes, Hircsák István, Miks Károly
Molnár, Nagy Károly, Rendi János, Szalai György, Szamosi Ferenc, Szigeter, Telkes Károly, Vagyóczky István